# Marina Sudakova
Marina Vladímirovna Sudakova (nacida Marina Yartseva, Volgogrado, 17 de febrero de 1989) es una exjugadora rusa de balonmano que actuaba como extremo derecho. Con la selección nacional conquistó el oro olímpico en Río 2016, el título mundial en China 2009 y la plata europea en Francia 2018.

## Trayectoria
Formada en la cantera del Rostov-Don, debutó en el primer equipo en 2004. En 2005 se convirtió en la máxima goleadora en un partido anotando 19 goles y, en 2006, se proclamó subcampeona de Europa con la selección juvenil rusa.
Con el club sureño ganó cinco ligas rusas (2015, 2018, 2019, 2020 y 2021), ocho Copas y cuatro Supercopas, además de disputar las finales de la Liga de Campeones EHF en 2018 y 2019.
En 2016 recaló en el Kuban Krasnodar; al curso siguiente regresó a Rostov-Don y en 2020 fichó por el CSKA Moscú, con el que revalidó el título doméstico en 2021.
La temporada 2022-23 vivió su primera experiencia internacional en el CSM București, antes de cerrar su carrera 2023-24 en el Dinamo Volgogrado de su ciudad natal.
Extremo veloz y efectiva en contraataque, Sudakova fue designada Maestra de Deportes de Rusia (2009).

### Trayectoria de clubes
- 2004 - 16:  Rostov-Don[6]
- 2016 - 17:  Kuban Krasnodar[6]
- 2017 - 20:  Rostov-Don[6]
- 2020 - 22:  CSKA Moscú[6]
- 2022 - 23:  CSM București[6]
- 2023 - 24:  Dinamo Volgogrado[6]

### Selección
Debutó con la absoluta en 2008 de la mano de Evgeny Trefilov y alcanzó 100 internacionalidades y 171 goles.
Fue pieza habitual en el extremo derecho del equipo nacional ruso que se proclamó campeón mundial en 2009 y olímpico en 2016; en Río marcó seis tantos durante el torneo.

## Premios y títulos

### Con la selección
- 1 x Medalla de oro en los Juegos Olímpicos (2016)[2]
- 1 x Medalla de oro en el Campeonato del Mundo (2009)[3]
- 1 x Medalla de plata en el Campeonato de Europa (2018)[4]

### Con sus clubes
- 5 x Liga de Rusia (2015, 2018, 2019, 2020, 2021)[6]
- 8 x Copa de Rusia (2007, 2008, 2012, 2013, 2015, 2016, 2018, 2019)[6]
- 4 x Supercopa de Rusia (2015, 2017, 2018, 2019)[6]

### Distinciones individuales
- Maestra de Deportes de Rusia (2009)
- Orden de la Amistad (2017)

## Vida personal
Graduada en comercio por el Instituto de Comercio y Economía Estatal de Rostov, recibió la Orden de la Amistad de la Federación Rusa en 2016 por sus logros deportivos.
En la Eurocopa juvenil de Suecia, Marina Yartseva y una compañera de la selección desaparecieron a unas horas de un partido del torneo. No estaban en el comedor del hotel ni en la sala de juegos. Tras intentar dar con ellas aparecieron con  comida, juguetes y refrescos: las jugadoras estaban en un parque local, jugando a las tragaperras, en el tiovivo; había perdido la noción del tiempo.